# Polen i olympiska vinterspelen 1960
Polen deltog med 13 deltagare vid de olympiska vinterspelen 1960 i Squaw Valley. Totalt vann de en silvermedalj och en bronsmedalj.

## Medaljer

### Silver
- Elwira Seroczyńska - Skridskor, 1 500 meter.

### Brons
- Helena Pilejczyk - Skridskor, 1 500 meter.